# Call of Duty (videojoc)
Call of Duty (llançat el 29 d'octubre del 2003) és un videojoc de guerra en primera persona basat en el motor gràfic de Quake III, considerat per la ESRB com M (Mature 16). Aquest joc de guerra simula les batalles de tancs, infanteria i les armes de la Segona Guerra Mundial, duent al jugador per una sèrie de missions a Europa, en la pell d'un soldat anglès, americà i rus. El joc va ser produït per Activision, desenvolupat per Infinity Ward, sota la distribució de Infogrames. Call of Duty va ser considerat com el millor joc de l'any 2003, per diverses entitats. Al setembre de 2004 es va llançar una no oficial expansió del joc titulada Call of Duty: United Offensive. Igual que l'anterior va ser produït per Activision i desenvolupat per Gray Matter Interactive. La versió per a Macintosh la va fer Aspyr Mitja, Inc. A la fi de 2004, la versió per a N-Gage va ser desenvolupada per Nokia i publicada per Activision. Altres versions per a ordinador s'han realitzat, com la Collector's Edition (amb banda sonora i guia estratègica), Game of the Year Edition (incloent actualitzacions), i Deluxe Edition (que conté l'expansió United Offensive i la banda sonora). Una seqüela, Call of Duty 2, va sortir a la fi de 2005. També hi ha versions per a consoles, però amb arguments diferents, com Call of Duty: Finest Hour per Spark Unlimited i Call of Duty 2: Big Red One per Gray Matter Interactive i Treyarch. Està previst que per a l'any 2006, vegi la llum Call of Duty 3 per a les consoles de tercera generació.[obsolet]
Call of duty també es refereix a una saga de videojocs basats en FPS (first person shoter). Cada any es publica un joc d'aquesta companyia, i alguns dels més importants i nous han estat Modern Warfare 1, 2 i 3, Black ops i World at war. El pròxim Call of Duty que sortirà serà Black ops 3.[obsolet]

## Competitiu
El competitiu del Call of Duty és el competitiu més jugat juntament amb League of Legends i Counter Strike. La competició més important del CoD (Call of Duty) és la CoD Champs, on es fa un torneig amb Quarts de Final, Semifinal i Final amb els millors equips de cada país, els quals han aconseguit ser escollits a través de la seva posició en la classificació del Rànking del seu país, que en el cas d'Espanya és la LVP Arxivat 2015-04-05 a Wayback Machine. (Liga Profesional de Videojuegos).